# 黒木麻衣
黒木 麻衣（くろき まい、1983年10月21日 - ）は、日本の元AV女優。旧芸名は花野真衣、SHIHO。
東京都出身。名東所属。

## 略歴・人物
- 2004年12月 - 『艶色BODY 悩殺く・び・れ』でh.m.p専属女優としてAVデビュー
- 2005年5月 - エスワンに移籍し『セル初×ギリギリモザイク』でセルデビュー
- 2007年 - フリーになりあらゆるメーカーに出演するようになる
- 2009年10月 - 「黒木麻衣」に改名
- オフィシャルブログ（2010年7月31日付）にて 2010年一杯を以って引退する旨を表明（その後 ブログも終了）

## 作品

### アダルトビデオ（花野真衣 名義）
2004年
- 艶色BODY 悩殺く・び・れ（12月21日、h.m.p）

2005年
- マイっちんぐ潮吹き ポルノ・グラマラス（1月21日、h.m.p）
- くびれ変態（2月21日、h.m.p）
- 桃からしたたるエロス（3月21日、h.m.p）
- ケダモノボディ 踊りくねる腰つき（4月21日、h.m.p）
- 悩撮フェチ（5月21日、h.m.p）
- グラマラスター激しく犯してごらん。女教師のレイプ妄想（6月21日、h.m.p）
- ナイスボディ淫靡（7月21日、h.m.p）
- セル初×ギリギリモザイク（8月19日、エスワン）
- ギリギリモザイク 真衣のセックスじっくり見せてあげる（9月7日、エスワン）
- ギリギリモザイク 美脚美女のイキまくりセックス（10月19日、エスワン）
- ギリギリモザイク 花野真衣 6つのコスチュームでパコパコ!（11月19日、エスワン）
- ギリギリモザイク 風俗パラダイス（12月19日、エスワン） 共演:当真ゆき、小泉ゆうか

2006年
- ギリギリモザイク 真衣のセックスじっくり見せてあげる（1月19日、エスワン）
- ハイパーデジタルモザイクVol.17（2月13日、MOODYZ）
- ハレンチ水着で責められたい（3月13日、MOODYZ）
- 女王様ゲーム（4月1日、MOODYZ）共演:日向ゆず葉、中川瞳
- 花野真衣の超巨乳ソープ嬢（5月1日、MOODYZ）
- 激ピストン17598回（6月1日、MOODYZ）
- ドリームアイドル7（7月13日、MOODYZ）
- ギリギリモザイク 無限バコバコ6（8月7日、エスワン）
- ギリギリモザイク ネットリ濃厚セックス（9月19日、エスワン）
- ギリギリモザイク 大洪水!イキまくり潮吹き大乱交（10月19日、エスワン）共演:米倉夏弥、当真ゆき
- 無限中出し（12月13日、MOODYZ）
- ギリギリモザイク バコバコ大乱交3（12月19日、エスワン）共演:当真ゆき、仲村りお

2007年
- 特命巨乳女教師 〜白濁に濡れた報告書〜（1月5日、ヒビノ）
- 平成女忍者 奥義中出し陵辱（2月8日、ヒビノ）
- 極 本番 花野真衣（3月2日、GLAY'z）
- 痴女ボイン・ハミ出し水着はザーメンまみれ! 花野真衣（3月8日、ヒビノ）
- 女子校生 中出し20連発 花野真衣（4月19日、アイエナジー）
- 生中出し 花野真衣（4月20日、GLAY'z）
- 女スパイVS女捜査官 陵辱中出し&陵辱レズ・エステの秘密を守れ（5月3日、ヒビノ） 共演:当真ゆき、立花里子 ※AV OPEN 2007エントリー作品
- 黒人中出し21連発 [キャビンアテンダント 花野真衣]（5月13日、カルマ）
- 黒人乱交ファック2（7月13日、カルマ）共演:大塚ひな
- 美人社長秘書27発中出しレイプ お願い、膣内に出さないで!（9月7日、アタッカーズ）
- 中出しFUCK21連発 [女教師 花野真衣]（9月13日、カルマ）
- 秘書in… [脅迫スイートルーム] Secretary Mai（24）（10月15日、ドリームチケット）
- チ●ポは自分でシゴきますから、それ以外の「接吻」とか「乳首責め」とか「亀頭チロチロ舐め」とかのお手伝いは、ぜ〜んぶお姉さんがシテ下さい。（10月15日、ワープエンタテインメント） 他出演:風間ゆみ、橘れもん、我那覇レイ、妃乃ひかり、葉月奈穂、麻生岬、渡瀬安奈、福沢あや
- 東京FUNKYギャル 5（10月26日、ピエロ）
- 奴隷秘書（11月1日、シネマジック）
- ハイスクール!巨乳組 3 Fカップ5人組 こんな巨乳女子高生とシテみたい!（11月8日、V&Rプロダクツ）共演:梨々花、辻さき、橘ひな、蜜井とわ
- 巨乳フードルパラダイス（11月15日、トップワン）他出演:水野美香、麻生岬、合沢萌、香月藍、さとう和香、中島佑里、小春、近藤優希、里美りん
- 女教師レイプ IV（12月8日、隼エージェンシー）他出演:冴木るな、山城美姫、芳本みゆ、南つかさ、雨音しおん
- いやらしい若妻 6（12月14日、ビッグモーカル）他出演:羽田夕夏
- 純愛レズビアン 6（12月21日、ピエロ）共演:秋本由香里
- ショムニOL花野真衣がオナニーサポートしてあげる。（12月28日、メディアバンク）

2008年
- 団地妻レイプ生中出し（1月4日、TMA）他出演:南沙也香、真島みゆき
- 夫の目の前で犯されて― 罪深き快感…（1月7日、アタッカーズ）
- Big Boin Style（1月12日、隼エージェンシー） 他出演:響鳴音、澄川ロア、南沙也香、一ノ瀬あきら、坂本愛海
- フェラコレ2008冬SP（1月12日、隼エージェンシー）オムニバス作品 他多数出演
- もしも…よく行く近所の銭湯の番台に 花野真衣 がいたら?（1月13日、カルマ）
- 巨乳ハーレムソープ 2（1月20日、ジェイモデル）共演:水野美香、合沢萌、中島佑里
- 花野真衣 VS（1月25日、メディアバンク）
- 長身モデルの美脚コレクション Vol.2（2月5日、ジャパン）
- こだわりの手コキ 4時間SP VII（2月9日、隼エージェンシー）他多数出演
- 手コキHEAVEN（2月15日、TMA） オムニバス作品 他出演:ほしのみゆ、飯島夏希、蜜井とわ
- ボディコン先生・目隠しレッスン（3月5日、ワープエンタテインメント）
- チャイナドレスしか見たくない!4時間 2（3月7日、TMA）他出演:ほしのみゆ、長澤リカ、宮崎あいか、野沢友花、綾原みづほ、陽多まり、香月藍、南芽衣奈、真島みゆき、坂本愛海、南沙也香、梨々花
- 逆ナンパ中出し III（3月8日、隼エージェンシー）他出演:東野愛鈴、愛菜りな、七瀬ゆうり、花宮あみ、香椎杏子
- 人妻の淫らな告白 3 いけない関係に溺れる4人の人妻たち（3月17日、Nadeshiko(なでしこ）） オムニバス作品 他出演:美島涼、天宮まなみ、七瀬ゆうり
- 巨乳天国おっぱいパブ（3月20日、ROCKET）共演:堀口奈津美、愛菜りな、石黒沙良、桜亜美利
- 社長秘書はインテリ痴女（4月1日、ワンズファクトリー）
- 朝起きたら美巨乳花野真衣になってた（4月1日、AVS）
- 美脚中出し VI（4月12日、隼エージェンシー）他出演:香椎杏子、結川るり、桜井春、堀口奈津美、星優乃
- フェラコレ2008春SP（4月12日、隼エージェンシー）他多数出演
- 乳首の弱いカノジョと僕が、互いに乳首を責めあいました。2 撮り下ろし×10編（4月15日、ワープエンタテインメント） オムニバス作品 他出演:橘れもん、高瀬七海、今野梨乃、ICHIKA、小栗杏菜、神楽メイ、村上里沙、堀口奈津美
- 禁断介護 14 〜義父と嫁の性〜（4月17日、グローリークエスト）
- ヴァーチャル相互オナニー いっしょにイってね（5月1日、ワンズファクトリー）他多数出演
- 本格レズ 美人義姉妹人知れぬ性の遍歴（6月13日、東京音光）共演:浅井舞香、倖田李梨
- すけべぇ義父の嫁いぢり 26 義父と嫁 色と欲の絡んだ攻防編（6月13日、東京音光） 他出演:倖田李梨
- 女体拷問研究所 vol.13 LAST SONG 〜撃沈〜（6月21日、BabyEntertainment）他出演:村上里沙
- 淫乱義母物語 熟女の花園（6月25日、グラフィティジャパン） 共演:風間ゆみ、白鳥美鈴、石黒京香
- 接吻や乳首を舐められながら手コキされた僕。3（7月1日、ワンズファクトリー）他多数出演
- エロボディ 90cm Fcup（7月5日、ドリームチケット）
- 美脚ルームにようこそ（7月10日、大洋図書）
- キモ男に犯されるレースクイーン（7月13日、マルクス兄弟）
- E-BODY SHIHO（7月13日、E-BODY）
- 巨乳携帯ショップ（7月17日、V&Rプロダクツ）共演:紅りんご、瀬咲るな、宮崎嘉穂、羽田未来
- 強制レイプマニアックス 15（7月18日、メディアバンク）他出演:椎名りく、鳴海せいら、大久保怜、春名えみ、神弥のん
- 美乳美熟女 Lの新世界（7月25日、グラフィティジャパン）共演:風間ゆみ、倖田李梨、志村玲子、菊川麻里、竹田千恵
- 潮吹き女狩り（8月4日、ピエロ）オムニバス作品 他出演:一色あずさ、水島春花
- 究極の妄想発明シリーズ第7弾 飛び出すエロ本（8月7日、ROCKET） 共演:北島玲、澄川ロア
- 近親相姦 レンタルママ 美人で優しくてヤラせてくれるママ（9月4日、グローリークエスト）
- もしも…こ〜んなエロい下着ショップがあったら?（10月13日、カルマ） 共演:浜崎りお、赤西涼
- kira☆kiraSPECIAL 淫乱スタイルGALS☆SEXマシーン大乱交（10月19日、kira☆kira） 共演:七瀬ジュリア、水無月レイラ、松嶋れいな
- 傲慢美人上司 絶対服従美脚責め（11月5日、ジャパン）共演:葉月奈穂、柚月ひかる、竹内順子
- 傲慢美人上司 見下し美尻顔騎（11月5日、ジャパン）共演:葉月奈穂、柚月ひかる、竹内順子
- 傲慢美人上司 怒りの叱責金蹴り（11月5日、ジャパン） 共演:葉月奈穂、柚月ひかる、竹内順子
- 美少女の足裏 9（11月5日、ジャパン） オムニバス作品 他出演:楓まお、小林初花、大塚咲、竹内順子、真島みゆき、細川まり、鈴鳴あんり、吉井花梨、柚葉翼
- 極上おまんこCompany Immoral Office Lady（11月13日、MOODYZ） 共演:麗花、大野梨華
- 背徳の美熟女（11月16日、マキシング）他出演:北島玲
- キモ男が華族姉妹を集団暴行中出し（11月22日、マルクス兄弟）共演:小坂めぐる ※AVグランプリ2009 エントリー作品
- 男を誘う女の匂い 淫乱美女快楽生肢体（11月25日、FAプロ）
- マザコンマニアのツボ ママとの秘事（12月13日、AVS）
- ベロベロ接吻と見られながらの自慰（12月13日、マルクス兄弟）他出演:香坂美優、高坂保奈美、若槻尚美、小坂めぐる、早川瀬里奈、南沙也香、妃乃ひかり、美島涼
- ニ○ニコ動画で話題沸騰中!!スーハー顔（12月18日、アキノリ）他出演:あすかりの、矢沢リン、中川茅乃、鈴木千里、長澤リカ、YOKO
- 人妻緊縛競泳水着（12月19日、GLAY'z）

2009年
- 僕の姉さんがドスケベでしょうがないんです（2月1日、AVS）
- イラマチオin... 脅迫スイートルーム 4時間 [インテリ・ドMレディ×20人]（2月5日、ドリームチケット）
- BACKS M（2月5日、フリービジョン）他出演:香椎杏子
- 中出し人妻不倫旅行 13（2月13日、ビッグモーカル）
- 男殺油地獄 2（2月20日、レアル・ワークス）共演:堀口奈津美
- 高級人妻クラブ II（2月20日、Nadeshiko）共演:竹内順子
- 手コキ&口淫で連続強制2回出し（3月13日、マルクス兄弟）
- 美脚×ローライズ短パン×露出デート 花野真衣（3月13日、マルクス兄弟）
- kira☆kira SPECIAL 極上BODY☆潮吹き大乱交 Vol.2（3月19日、kira☆kira）
- 巨乳どれい2（4月1日、中嶋興業）
- フェラコレ2009春SP（4月15日、隼エージェンシー）他多数出演
- 兄さんが 派遣を切られた その隙に（4月16日、タカラ映像）
- 生中出し×卑猥ゴックン 淫乱BODY大乱交SPECIAL（4月19日、エムズビデオグループ）
- 官能レズドラマ 最終章 もう貴女でしかイケない（6月19日、LADIES♀ROOM）共演:浅井舞香、倖田李梨、立花みさ子、愛川京香
- Fetishism 3（7月3日、映天）
- お母さんのすべて（8月1日、ABC/妄想族）
- 兄嫁奴隷 〜義父と義弟の律動に〜（8月16日、タカラ映像）
- 44人のおっぱいを揉んで!吸いまくる! 2（8月19日、ミスター・インパクト）他多数出演
- 義父に犯されて… 美嫁いぢり（9月7日、マドンナ）
- 三十路前 後妻の淫靡な柔肌（9月19日、ヒビノ）

### 写真集
- 花野真衣写真集（NIPPON SPORTS MOOK 113）（2006年3月、日本スポーツ出版社、撮影：門嶋淳矢）ISBN 978-4903339139

### オリジナルビデオ
- 銭湯へ行こう（2007年10月3日、ネオリップス） 共演:宝部ゆき
- 働きウーマン（2008年4月2日、リップスウィート） 共演:宮崎あいか

### アダルトビデオ（黒木麻衣 名義）
2009年
- オレのカミさんとヤラないか?2（11月5日、グローリークエスト）
- 非日常的悶絶遊戯 第百十五章 ファッションモデル、麻衣の場合（12月1日、AVS）
- 父親の愛人（12月7日、マドンナ）
- 昼間から義弟のチ○ポでイカされて（7月15日、タカラ映像）他出演:蓮見あすか ほか
- 熟女レズ淫熱ふたなり女刑務所（12月10日、グローバルメディアエンタテインメント） 共演:川上ゆう、北島玲

2010年
- 美尻奥さま騎乗位狂い（2月4日、タカラ映像）
- 清廉妻 夫に内緒の濡れた艶肌（2月4日、ヒビノ）
- スケスケ着衣の人妻が、ボクを誘惑してくるので…（3月5日、映天）
- アソバレテ…。美人人妻セールスレディ（3月7日、マドンナ）
- 人妻恥悦旅行（3月18日、グローリークエスト）
- 慰みの生尻家政婦（5月7日、マドンナ）
- パンストレズビアン遊戯 Vol.2（5月19日、AVS）共演:葉月奈穂
- 私のオナニー見たい?（6月13日、ミスター・インパクト）他多数出演
- ママのリアル性教育 2（7月1日、グローリークエスト）
- パンストフェティッシュ倶楽部 Vol.4（7月19日、STYLEWORLD/妄想族）
- 肉食ドMレディ（8月5日、ドリームチケット）
- 黒パンストで丸い尻が男をそそらせる三十路女教師の色香（9月9日、ヒビノ）
- 隣に越してきた若妻（10月13日、溜池ゴロー）

2011年
- 嫁に降りかかった近親物語 義父に狙われた淫乱美人妻（1月1日、熟工房/エマニエル）共演:藤森かおり、倖田李梨
- 高身長痴女の小さいオッサン狩り（1月1日、MOODYZ）共演:白石美咲、桐原エリカ、堀口奈津美
- 大好き!!肉食巨乳!!（1月13日、ミスター・インパクト）
- [体験型プライベートAV]人妻があなたの部屋にやってくる! Episode 14（1月28日、アテナ映像）
- 押しかけ痴女黒木麻衣が素人さんの自宅に抜きに行きます!!（2月1日、ワンズファクトリー）
- どスケベ妻中出しソープ泡姫 2（2月4日、映天）
- ママとぼくのひみつ お風呂でママと一緒にボディ&ソープしよ 2（2月4日、映天）共演:瀬名えみり、倉科さやか、木村かれん
- 夫の親友とこっそり密かにヤル巨乳団地妻（2月16日、ロータス）共演:松すみれ、横山みれい
- 魅惑のサテンサロンへようこそ♪ 〜サテングローブ手コキ〜（4月1日、映天）共演:倉科さやか、百合奈緒子
- 童貞学級 5人の女教師が未経験ペニスに一から十まで手ほどきしてくれる（3月5日、SWITCH）共演4名
- 淫熟マンション 102号室の義母 義理の息子に恋慕の夜（3月13日、アロマ企画）
- 高級 黒パンスト美脚フェチ（3月13日、マルクス兄弟）
- ホットパンツがエロい美脚の足コキ（3月13日、マルクス兄弟）共演:大沢美加、篠めぐみ、藤咲沙耶、石田れいな、武藤クレア、今村美穂
- なぐさめ愛 隣人は未亡人（3月15日、ワープエンタテインメント）共演:横山みれい
- 接吻とレズと乱交（3月25日、美）共演:星野あかり
- ZENTAI 2 全身タイツ de 尻コキ（4月1日、映天）共演:榊なち、こずえ、加賀るり、瀬名えみり
- 僕だけの接吻先生（5月25日、美）共演:大塚咲、星野あかり、雨宮琴音
- 人妻パイパンフェティシズム 〜淫らに晒された看護師・麻衣の恥部〜（7月1日、Fitch）
- Celebrity 長脚美女 強制‘超美脚’責め（7月9日、ブーツの館）共演:水嶋あずみ、佐伯つばさ
- Celebrity 正装淑女 金蹴り処刑!!（7月9日、ブーツの館）共演:水嶋あずみ、佐伯つばさ
- 人妻緊縛競泳水着 980（7月15日、グレイズ）共演: 青山さつき、黒木真夕、有沢実紗、女池さゆり
- 女臭地獄（8月10日、ブーツの館）共演:水嶋あずみ、佐伯つばさ
- キス魔!（10月13日、マルクス兄弟）
- 素人参加企画!憧れの黒木麻衣さんに童貞卒業させてもらいませんか?（11月15日、ワンズファクトリー）
- 「熟女の口はもっと嘘をつく。」 熟雌女anthology #076（12月16日、アウダースジャパン）
- 隣の団地妻（12月20日、NEXT GROUP）

2012年
- 奴隷色のステージ20（1月7日、アタッカーズ）共演:後藤リサ、水澤まお